# Telluurtetrajodide
Telluurtetrajodide is een anorganische verbinding van telluur en jood, met als brutoformule TeI4. De stof komt voor als zwarte kristallen. De tetramere structuur ervan is niet vergelijkbaar met die van telluurtetrachloride.

## Synthese
Telluurtetrajodide kan bereid worden door het vrije element telluur te laten reageren met een overmaat di-jood:
{\displaystyle \mathrm {Te\ +\ 2\ I_{2}\longrightarrow \ TeI_{4}} }
Een alternatieve methode is de reactie tussen joodmethaan en telluur.

## Eigenschappen
Bij verhitting ontleden de kristallen in telluurdijodide en di-jood:
{\displaystyle \mathrm {TeI_{4}\ \longrightarrow \ TeI_{2}\ +\ I_{2}} }
Telluurtetrajodide is geleidend wanneer het gesmolten wordt, omdat er ionisatie optreedt:
{\displaystyle \mathrm {TeI_{4}\ \longrightarrow \ TeI_{3}^{+}\ +\ I^{-}} }
Deze ionen kunnen in polaire oplosmiddelen, zoals acetonitril, gecomplexeerd worden:
{\displaystyle \mathrm {TeI_{4}\ +\ 2\ CH_{3}CN\ \longrightarrow \ (CH_{3}CN)_{2}TeI_{3}^{+}\ +\ I^{-}} }